# Jove Orquestra de Figueres
La Jove Orquestra de Figueres (JOF) és una orquestra promoguda per Joventuts Musicals de Figueres l'any 1987 a Figueres.

## Discografia
- Encanteri de Bruixes[3]
- Suite Emporitana (2002)[4]
- Electromeduses (2013) música electroacústica amb composicions d'Albert Bosch per a orquestra, guitarres i electrònica.[5][6]
- Strenes[7]
- Vint